# (100051) Davidhernandez
(100051) Davidhernandez est un astéroïde de la ceinture principale.

## Description
(100051) Davidhernandez est un astéroïde de la ceinture principale. Il fut découvert le 6 octobre 1991 à l'observatoire Palomar par Andrew Lowe. Il présente une orbite caractérisée par un demi-grand axe de 2,19 UA, une excentricité de 0,04 et une inclinaison de 5,8° par rapport à l'écliptique. Davidhernandez a été nommé en hommage à "David A. Hernández", neveu du découvreur.

## Compléments